# اللغة الكاشوبية
الكاشبايان أو كاسوبيان (الكاشبايان: kaszëbsczi jãzëk، pòmòrsczi jãzëk، mòwa kaszëbskò słowińskô؛ (بالبولندية: język kaszubski)‏) إحدى اللغات ليتشيتيك، مجموعة فرعية من اللغات السلافية.
الكاشبايان يفترض أن تطورت من اللغة التي يتكلمها بعض القبائل بوميرانيانس تسمى كاشوبيانس، في منطقة بوميرانيا، على الساحل الجنوبي بحر البلطيق بين نهري أودر وفيستولا.
يرتبط ارتباطاً وثيقا سلوفينسيان، وكلاهما لهجات من وكلب صغير طويل الشعر. العديد من اللغويين، بما في ذلك في بولندا، نعتبر أن لهجة متباينة من البولندية، على الرغم من أن عادة الآن تعتبر النسبية المعيشة الأقرب لبولندا، يجري فقط ليتشيتيك لغة أخرى ما زالت تحدث. المادة «ويكيبيديا البولندية» على الكاشوبيان يحتوي على إجراء مناقشة مستفيضة لهذه المسألة.
وبالمثل إلى بولندا، تتضمن الكاشبايان s دخيل العديد من ألمانيا منخفضة، مثل kùńszt (الفن)، وبعض من ألمانيا. وتشمل المصادر الأخرى لوانوردس لغات بحر البلطيق وروسيا وبولندا. باللهجات الكاشبايان يحدث شوا.
المستندات المطبوعة الأولى في التاريخ الكاشبايان من نهاية القرن السادس عشر. كان الأول من اقترح إملائها الحديثة في عام 1879.
وفي تعداد عام 2002، 53 ألف شخص في بولندا أعلنت أنها أساسا تستخدم الكاشبايان في المنزل. جميع المتكلمين الكاشبايان أيضا بطلاقة باللغة البولندية. تعليم عدد من المدارس في بولندا في الكاشبايان كلغة محاضرة. يتم استخدام لغة بديلة رسمية لأغراض الإدارة المحلية في سيراكوويسي المحلية وباركو المحلية في والاتحادات وكلب صغير طويل الشعر. هو أيضا يتحدث الكاشبايان كاشوبيانس الذين يعيشون في كندا.
هام الأدب الكاشبايان دلو إكسازيكزكا كاسزيبوف طبيب سينوفا فلوريان (1817–1881). ديردووسكي هيرونيم وكان (1852-1902 في وينونا، مينيسوتا) مؤلف هام آخر الذي كتب في الكاشبايان، كما الطبيب وضع ألكسندر (1876–1938) من Kościerzyna. وكان جان تريبكزيك شاعر اللغة. الشاعر الكاشبايان جداً بستكى Stanisław. وهناك مطبوعات كثيرة الكاشبايان تترجم إلى بولندا، الإنكليزية والألمانية، بيلاروس، سلوفاكيا وفنلندا.
وعقب انهيار الشيوعية في بولندا، ما برحت تتغير تدريجيا المواقف بشأن حالة الكاشوبيان. متزايد تعتبر لغة كاملة، كما أنها تدرس في مدارس الدولة وبعض محدودة الاستخدام في الإذاعة والتلفزيون. ومنذ عام 2005 الكاشبايان تتمتع بالحماية القانونية في بولندا بوصفها لغة إقليمية رسمية. أنها اللغة الوحيدة في بولندا مع هذا الوضع. ومنحت هذه الحالة بفعل البرلمان البولندي يوم 6 كانون الثاني/يناير من العام نفسه. وينص مشروع قانون أقره البرلمان البولندي في عام 2005 استعماله في السياقات الرسمية في المقاطعات العشر التي تشكل فيها المتكلمين الكاشبايان مالا يقل عن 20 في المائة السكان.

## معرض الصور

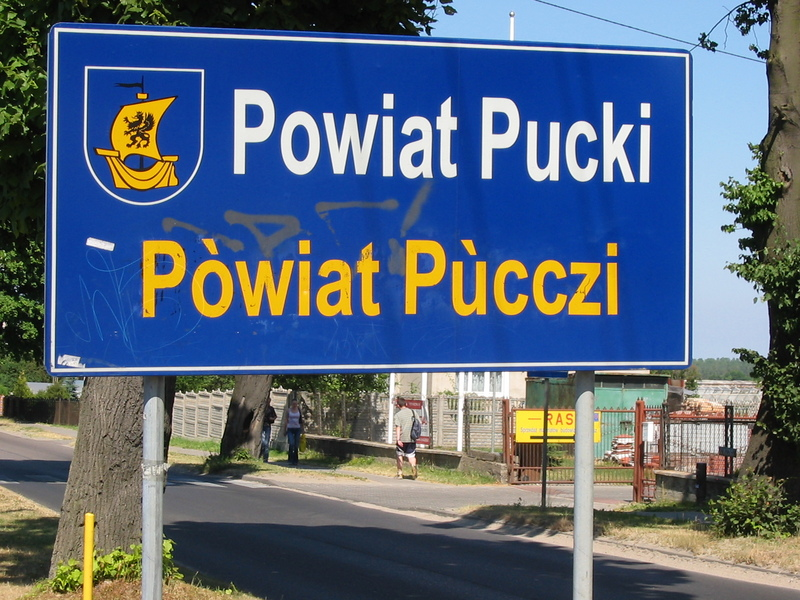
Bilingual sign in Polish and Kashubian in Pogórze, Puck County, Poland, on road from غدينيا to Rewa
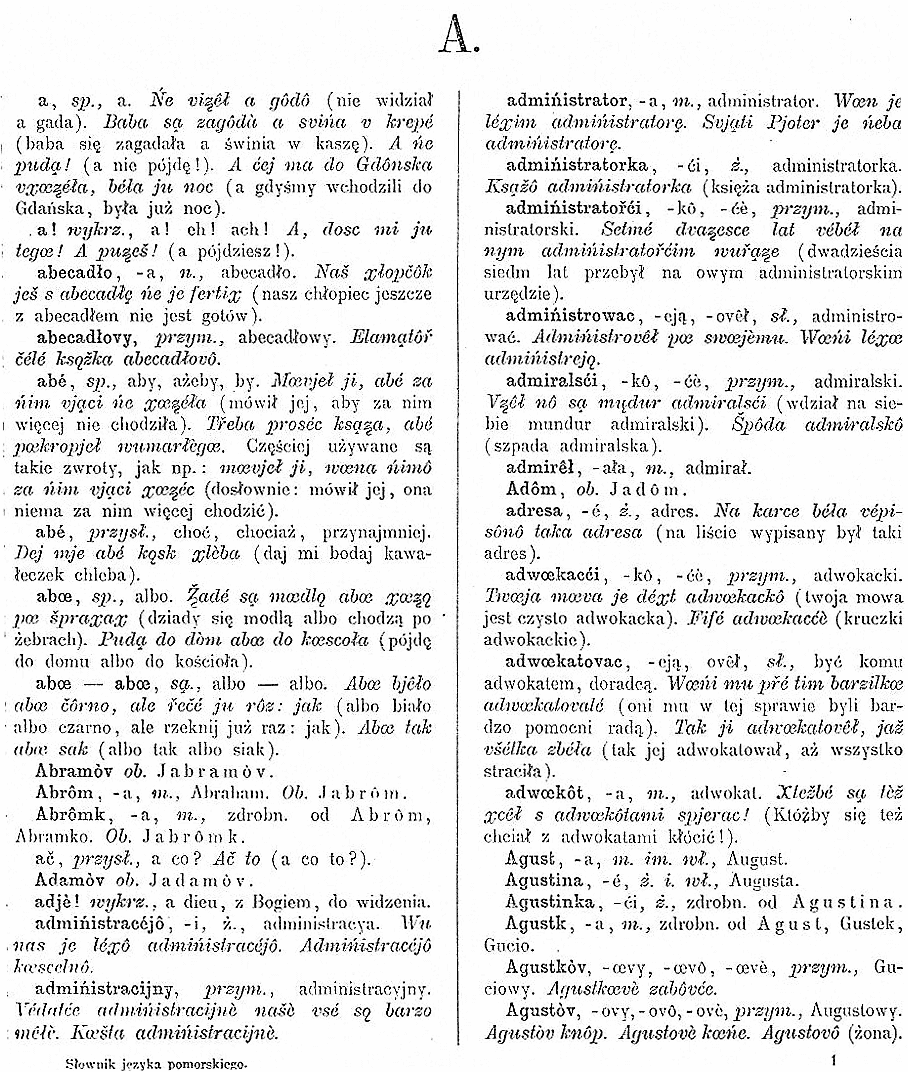
Page of Stefan Ramult Pomeranian (Kashubian language) Dictionary 1893

## وصلات خارجية
- كاسوبيا
- الأرض ويجهيرووو
- بعد درب منزل «مانور» والقلاع منطقة الكاشبايان الشمالية
- شمال كاشوبيا التراث
- الكاشوبيان الموارد؛ وتشمل فراسيبوكس
- سواديش الكاشبايان قائمة بالكلمات المفردات الأساسية (من ويكاموس في [التذييل قائمة سواديش http://en.wiktionary.org/wiki/Appendix:Swadesh_lists])